# Bob Smalhout

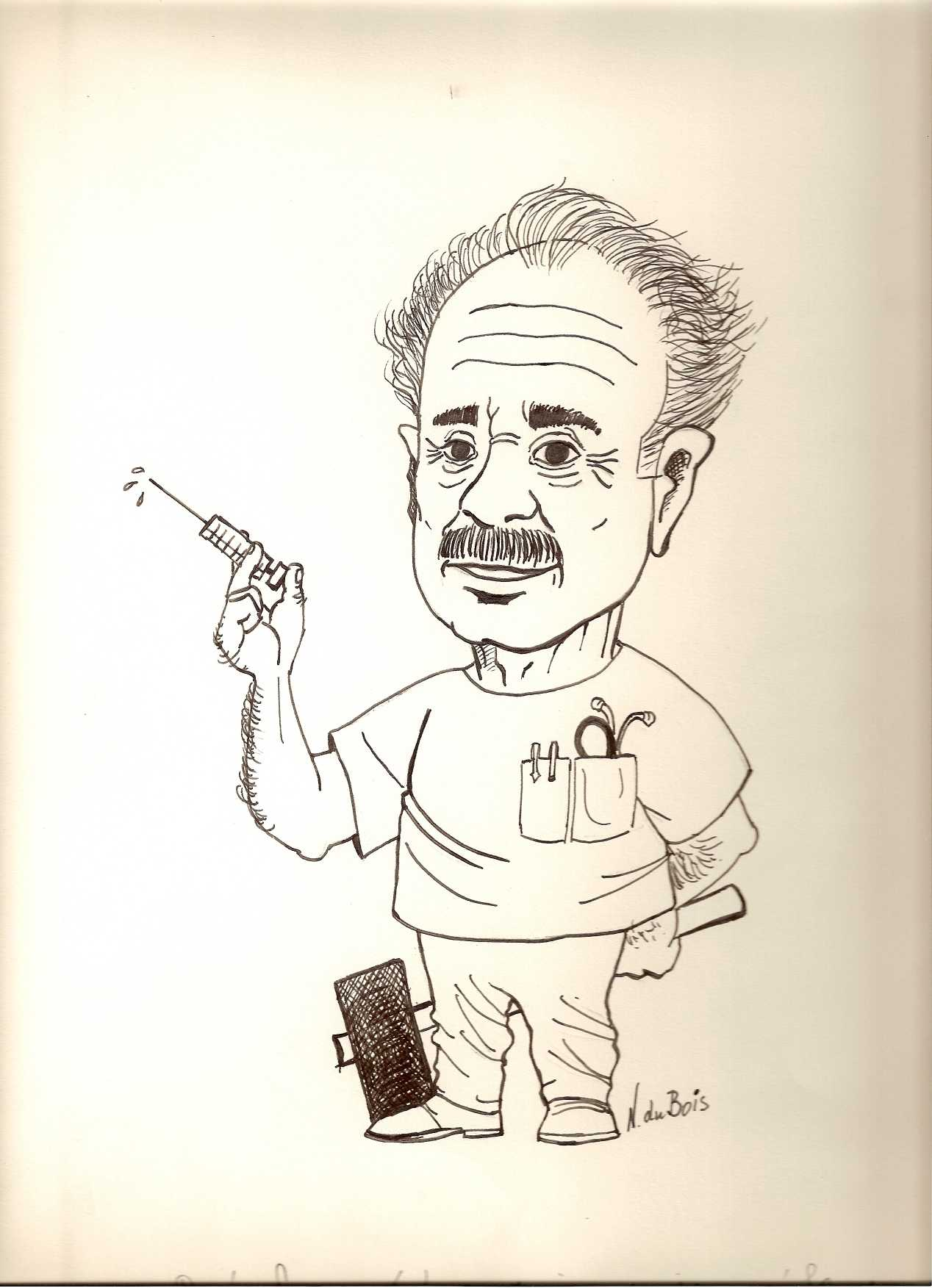
Professor Bob Smalhout

Bob Smalhout (Amsterdam, 13 oktober 1927 – Bosch en Duin, 2 juli 2015) was een Nederlands anesthesioloog, hoogleraar, columnist en publicist van liberaal joodse afkomst.

## Levensloop
Zijn vader Elie Smalhout (1889–1939) was tekenaar, tekenleraar en grafisch vormgever. Zijn moeder Bregtje Sombogaart was boekhoudster/procuratiehoudster bij drukkerij De Vooruitgang, die later De Arbeiderspers zou gaan heten. Na de hbs studeerde Smalhout van 1946 tot 1956 geneeskunde aan de Universiteit van Amsterdam. Van 1956 tot 1960 volgde hij de opleiding anesthesiologie in het Onze Lieve Vrouwe Gasthuis in Amsterdam en het Academisch Ziekenhuis Utrecht. Smalhout promoveerde in 1967 aan de Universiteit van Amsterdam.
In zijn oratie in 1972 bij het aanvaarden van zijn hoogleraarschap anesthesiologie in Utrecht, met als titel: 'De dood op tafel', gaf hij een analyse van de oorzaken van de dood of ernstige hersenbeschadiging als gevolg van anesthesiefouten. Deze inaugurale rede leidde eerst tot Kamervragen en later tot het instellen van een Commissie van de Gezondheidsraad die de wettelijke minimumeisen opstelde waaraan anesthesiologische praktijkvoering moet voldoen. Op het gebied van het bewaken van een patiënt onder algehele anesthesie heeft hij baanbrekend werk verricht bij het ontwikkelen van de capnografie. Ook moesten in het vervolg patiënten constant bewaakt worden door een speciaal daartoe opgeleide anesthesieverpleegkundige. De rede maakte hem in een klap bekend in Nederland, maar de wijze waarop hij de kritiek uitte maakte ook dat velen in het vak hem als enfant terrible zagen. Na zijn pensionering heeft hij zich meerdere malen ingezet voor alternatieve geneeswijzen zoals chelatietherapie en orthomanuele geneeskunde. Hij steunde ook genezeres Jomanda. Daarbij schuwde hij de publiciteit niet. Ronald Plasterk noemde Smalhout daarop 'de allerijdelste ijdeltuit van heel medisch Nederland, iemand die zonder reserve zijn beroepsgroep door het slijk haalt.' Pas in 2013 werd hem het erelidmaatschap van de Nederlandse Vereniging voor Anesthesiologie (NVA) toegekend. Tevens was hij erelid van de Nederlandse Vereniging voor Anesthesiemedewerkers (NVAM).
Smalhout gaf colleges die vaak grote indruk achterlieten bij zijn toehoorders en had grote kennis van het vak en de geschiedenis van de geneeskunde. Zijn joods-christelijke achtergrond kwam doordat zijn vader liberaal-joods en zijn moeder hervormd was. Zelf zag hij zich als een mengeling van beide godsdiensten. Hij stond bekend als een Bijbelkenner en heeft er veel over geschreven.
In 2009 speelde hij mee in de televisieshow de Grote BijbelQuiz van de EO/NCRV.
Smalhout was lijsttrekker bij de Eerste Kamerverkiezingen in 2003 voor de LPF. Hij trok zich echter voor de verkiezingen terug omdat hij anders zijn column in De Telegraaf zou moeten opgeven.
De politie maakte op 5 juni 2010 bekend dat in zijn woning in Bosch en Duin een automatisch vuurwapen en drie handvuurwapens waren gevonden waarvoor hij geen vergunning had. Smalhout was een groot wapenverzamelaar. Hij werd gearresteerd op verdenking van verboden wapenbezit, maar om medische redenen voorlopig vrijgelaten. Ruim een maand later besloot het Openbaar Ministerie echter van vervolging af te zien.

## Persoonlijk
Bob Smalhout was gehuwd met celliste Mieke Smalhout-van der Wees (1917–2010). Zij had hem al voor de Tweede Wereldoorlog celloles gegeven. Samen kregen ze een dochter. Zijn echtgenote had al drie kinderen uit een eerder huwelijk. Na haar overlijden trouwde hij met de historica Nanda van der Zee (1951–2014). Smalhout overleed aan nierfalen. Nierdialyse heeft hij geweigerd. Smalhout is te Westbroek ter aarde besteld. In overeenstemming met zijn wens werd hij in zijn witte doktersjas begraven.

## Overzicht loopbaan
- 1958–1960: arts-assistent in het Academisch Ziekenhuis Utrecht.
- 1960–1969: chef anesthesist in de Kliniek voor Neurochirurgie in het Academisch Ziekenhuis Utrecht.
- 1960–1971: hoofd geneeskundige en anesthesist in het Militair Hospitaal in Utrecht.
- 1969–1992: hoogleraar anesthesiologie en hoofd Instituut voor Anesthesiologie aan de Rijksuniversiteit Utrecht. Emeritaat, onder protest
- 1992 hoogleraar BeNeLux-Universitair Centrum
- 1993 gasthoogleraar Universiteit van Tübingen (Dld)
- 1994 permanent hoogleraar Universiteit van Peking,
- 1994 columnist dagblad De Telegraaf

## Publicaties en columns
Smalhout schreef diverse publicaties. Sinds 1994 schreef hij wekelijks in het dagblad De Telegraaf een column met als naam Op 't scherp van de snede.
- 1967 - Capnografie, bij de diagnostiek, operatie en nabehandeling van neurochirurgische aandoeningen
- 1969 - De Dood op Tafel
- 1975 - An Atlas of Capnography Samen met Zdenek Kalenda
- 1980 - The Suffocating Child. Bronchoscopy, a guide to diagnosis and treatment
- 1983 - A quick guide to capnography and its use in differential diagnosis
- 1985 - Die verschrikkelijke vrijdag (een reconstructie van het lijden van Christus)
- 1986 - De vergeten knop
- 1988 - De retrograde intubatie
- 1991 - Pesach of pasen, feest tussen matzos en palmtakken
- 1995 - Operatie ziekenhuis: wat u moet weten voordat u in het ziekenhuis wordt opgenomen
- 1996 - Een erkende dwarsligger: op het scherp van de snede (gebundelde columns)
- 1997 - Bijbelse tijdgenoten (negen geschiedenissen uit het Oude en Nieuwe Testament)
- 1997 - Zachte heelmeesters...: op het scherp van de snede (gebundelde columns)
- 1998 - Judassen in de polder: op het scherp van de snede (gebundelde columns)
- 1998 - Bijbelse tijdgenoten (elf geschiedenissen uit het Oude en Nieuwe Testament)
- 2000 - De vooruitkijkers: op het scherp van de snede (gebundelde columns)
- 2001 - De Euroklokkenluider: op het scherp van de snede (gebundelde columns)
- 2003 - De erfenis van Pim: op het scherp van de snede (gebundelde columns)
- 2004 - Wie voedt Nederland weer op: op het scherp van de snede (gebundelde columns)
- 2005 - Bijbelse buren (elf geschiedenissen uit het Oude en Nieuwe Testament)
- 2005 - De onderbuik van Nederland: op het scherp van de snede (gebundelde columns)
- 2009 - Portretten uit een bewogen tijd (gebundelde columns en interviews)
- 2009 - Al het heden wordt verleden
- 2009 - Waar is Christus aan gestorven?

- Biografisch Portaal: 50771661
- Gemeinsame Normdatei: 119136287
- International Standard Name Identifier: 0000 0000 3324 1573
- Library of Congress Control Number: n93045221
- Nederlandse Thesaurus van Auteursnamen: 069648069
- Parlement.com: vgfl1g3vvzx5
- Système universitaire de documentation: 081722974
- Virtual International Authority File: 33669278
- WorldCat: E39PBJcWrgk3hcyhppH3MXf6rq